# Blancmange
 Blancmange (/bləˈmɒ̃ʒ/, dịch từ tiếng Pháp: blanc-manger [blɑ̃mɑ̃ʒe]) là một món tráng miệng ngọt thường được làm từ sữa hoặc kem sữa và đường được làm dày bằng bột gạo, gelatin, tinh bột ngô hoặc tảo Ireland (một nguồn cung cấp carrageenan) và thường được bổ sung hương vị hạnh nhân.
Blancmange thường được đặt trong khuôn và sử dụng trong điều kiện lạnh. Mặc dù màu truyền thống của món này là màu trắng nhưng blancmange vẫn thường được thay thế bằng các màu khác. Có một số món tráng miệng có bản chất tương tự như Blancmagne bao gồm món kem Bavaria của đầu bếp người Pháp Marie-Antoine Carême, món panna cotta của Ý, muhallebi của khu vực Trung Đông, đậu hũ annin của Trung Quốc, món haupia của Hawaii và tembleque của Puerto Rico.
Blancmange có lịch sử bắt nguồn từ thời Trung cổ và thường chế biến từ thịt gà trống thiến hoặc gà thường, sữa hoặc sữa hạnh nhân, gạo và đường và được coi là một loại thực phẩm lý tưởng dành cho người bệnh. Tavuk göğsü là một loại bánh pudding Thổ Nhĩ Kỳ đương đại có vị ngọt được làm từ thịt gà xé, tương tự như món blancmange của châu Âu thời trung cổ.

## Lịch sử
Khó xác định được nguồn gốc thực sự của blancmange nhưng một số người tin rằng nó bắt đầu xuất hiện khi gạo và hạnh nhân Ả Rập được đưa vào châu Âu thời trung cổ. Tuy nhiên, không có bằng chứng về sự tồn tại của bất kỳ món ăn Ả Rập tương tự từ thời kỳ đó mặc dù món mahallabīyah của người Ả Rập có bản chất gần giống. Các biến thể của món ăn này xuất hiện ở nhiều nền văn hóa châu Âu với các tên bị biến tấu bao gồm biancomangiare của Ý và manjar blanco của Tây Ban Nha. Ngoài ra, các món tương tự đã tồn tại ở các khu vực khác của châu Âu dưới các tên khác nhau, chẳng hạn như món hwit moos Đan Mạch xuất hiện vào thế kỷ 13 ("bột nhão trắng") và Anglo-Norman blanc desirree ("Món Syria trắng"); món calijs của Hà Lan (phiên âm từ chữ colare trong tiếng Latin), tiếng Anh là cullis và tiếng Pháp là coulis. Công thức lâu đời nhất được tìm thấy cho đến nay của blancmange là từ một bản sao trong cuốn sách nấu ăn lâu đời nhất của Đan Mạch, được viết bởi Henrik Harpestræng. Tác phẩm của Đan Mạch có thể là bản dịch của một cuốn sách dạy nấu ăn bằng tiếng Đức, được cho là dựa trên bản thảo tiếng Latin từ thế kỷ 12 hoặc thậm chí sớm hơn.
"Món ăn trắng"(từ thuật ngữ gốc tiếng Pháp là blanc mangier) là một món ăn dành cho giới thượng lưu phổ biến ở hầu hết các quốc gia châu Âu thời trung cổ. Nó xuất hiện với vô số biến thể từ các bộ sưu tập công thức nấu ăn trên khắp châu Âu và là một trong số ít các món ăn được phổ biến ở nhiều nước châu Âu thời trung cổ. Nó được đề cập trong phần mở đầu của truyện Canterbury Tales sáng tác bởi Geoffrey Chaucer  và trong một cuốn sách nấu ăn đầu thế kỷ 15 được viết bởi các đầu bếp của Richard II. Các thành phần cơ bản là sữa bò hoặc sữa hạnh nhân, đường và thịt gà xé (thường là gà thiến) hoặc cá. Chúng cũng được kết hợp với nước hoa hồng và bột gạo và trộn vào một món hầm. Sữa hạnh nhân và cá được sử dụng thay thế cho các nguyên liệu động vật khác vào những ngày nhịn ăn hoặc trong mùa Chay. Món này cũng được bổ sung các loại gia vị như nghệ tây hoặc quế. Gà có thể được hoán đổi với nhiều loại thịt khác nhau, như chim cút hoặc gà gô.
Vào những dịp lễ của giới thượng lưu, món ăn trắng thường được tạo nhiều màu hơn bởi các chất tạo màu khác nhau: màu vàng đỏ của nghệ tây; màu xanh lá cây với các loại thảo mộc khác nhau; hoặc gỗ đàn hương cho màu nâu đỏ. Ở Pháp vào thế kỷ 14, việc sử dụng hai màu tương phản nhau trên cùng một chiếc blancmange đặc biệt phổ biến và được mô tả bởi Guillaume Tirel (còn được biết đến với tên Taillevent), một trong những tác giả chính của các phiên bản sau của Le Viandier. Những món ăn trắng có màu sắc rực rỡ là một trong những hình thức phổ biến nhất của món entremets thế hệ đầu tiên.

Vào thế kỷ 17 (1666), quả sầu riêng được so sánh với blanc-mangé bởi Alexandre de Rhodes: 
il est plein d'une liqueur blanche, épaisse & sucrée: elle est entierement semblable au blanc-mangé, qu'on sert aux meilleures tables de France; c'est une chose fort saine, & des plus delicates qu'on puisse manger 
(tạm dịch: sầu riêng chứa một loại đường trắng ở dạng lỏng: nó có bản chất tương tự như blanc-mangé vốn là một trong những loại tráng miệng xa xỉ bậc nhất tại Pháp: đây là một loại thức ăn lành mạnh và ngon nhất để có thể ăn)

Vào thế kỷ 17, món ăn trắng đã phát triển thành một bánh pudding tráng miệng không có thịt với kem và trứng và sau đó là gelatin. Vào thế kỷ 19, tinh bột dạng củ và bột ngô đã được thêm vào, và món ăn dần phát triển thành loại blancmange hiện đại.

## Từ nguyên

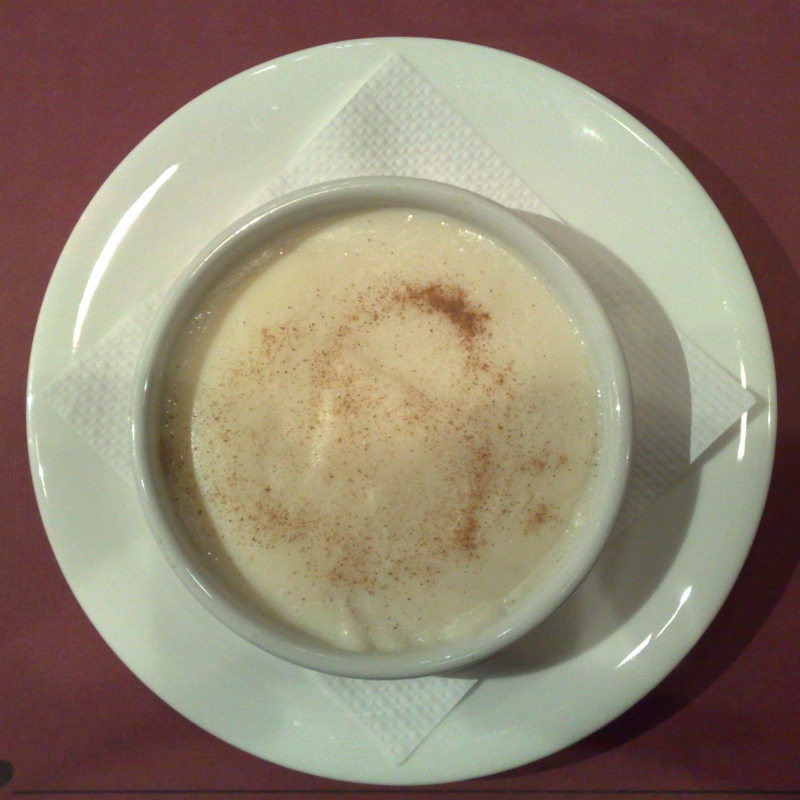
menjar blanc, một biến thể của blancmange của Catalan được làm mà không có gelatin

Từ blancmange bắt nguồn từ tiếng Pháp cổ blanc mangier. Cái tên"món ăn trắng"là một thuật ngữ hiện đại được sử dụng bởi một số nhà sử học, mặc dù tên này trong lịch sử là một bản dịch trực tiếp từ một từ ngữ của thuật ngữ Pháp cổ. Nhiều thuật ngữ địa phương tại các khu vực khác nhau đã được sử dụng để chỉ món ăn này vào thời trung cổ:
- Tiếng Anh: blancmanger, blankmanger, blank maunger, blomanger, blamang
- Tiếng Catalan: menjar blanch, menjar blanc, menjablanc
- Tiếng Bồ Đào Nha: manjar branco
- Tiếng Ý: mangiare bianco, biancomangiare, blanmangieri, bramangere
- Tiếng Tây Ban Nha: manjar blanco
- Tiếng Hà Lan / Flemish: blanc mengier
- Tiếng Đức: Blamensir
- Tiếng Latinh: albus cibus, esus albus

Mặc dù khá chắc chắn rằng từ nguyên thực sự là"món ăn trắng", các nguồn tài liệu gọi từ này từ thời trung cổ không phải lúc nào cũng nhất quán với màu sắc thực tế của món ăn. Terence Scully đã đề xuất một danh từ thay thế cho bland mangier là"món ăn nhạt", phản ánh hương vị thường nhẹ nhàng và "thanh nhã", và phổ biến như một món ăn dành cho người bệnh.